# Церковь Героев
Церковь Героев (венг. Hősök temploma (Kaposvár)) — римская католическая церковь в центре венгерского города Капошвар. Выстроенная в 1927 году, она является частью архитектуры города. Своё название получила из-за того, что, помимо прочего, она увековечивает героизм солдат Венгрии.

## История
Восточная часть Капошвара была построена благодаря строительству здесь в 1894 году сахарного завода. За несколько десятилетий на пустыре возникла часть города с населением более шести тысяч человек. Церкви не было. К 1920-м годам местные жители стали планировать строительство нового здания культового сооружения. Руководство города бесплатно передало участок земли заброшенной части Восточного кладбища для строительства католического храма. Сбор средств и материальных ценностей продолжался несколько лет. Местные жители собрали около 250 000 кирпичей и 1400 вагонов с песком. Церкви также были переданы значительные средства от лотерей, цветных представлений и церемоний.
Несмотря на то, что первый камень в фундамент был заложен только 5 июля 1925 года, строительство началось уже весной 1925 года и к моменту закладки первого камня стены уже были высотой в несколько метров. Строительство церкви, построенной по проекту Дьюла Петровача, было завершено в течение двух лет. Освящение состоялось 19 июня 1927 года. Под главным алтарем был помещен документ, в котором говорилось, что церковь была построена «в надежде на воскресение великой Венгрии».
Прилегающий приходской дом, спроектированный Иштваном Каппетером, был построен примерно в то же время, что и церковь. Наиболее значительный вклад в его строительство внесла вдова Ференцне Секер, пожертвовавшая для этой цели все свое имущество.
Четыре колокола церкви, изготовленные компанией Seltenhofer and Son в Шопроне, были освящены в марте 1929 года. Интересна надпись на одном из колоколов: «придан храбрости венгерским солдатам гарнизоном Капошвара и героями Сомогимеги», на большом же колоколе написано: «Сердце Иисуса - последователям прихода и всему миру».
Приход Сердца Иисуса, центром которого является эта церковь, был основан в 1929 году, а Йожеф Болдишар был избран приходским священником в 1930 году. Директор сахарного завода Алайос Кладнигг был назначен светским президентом прихода.

## Особенности здания
Церковь выходит на юго-запад небольшой ухоженной территории. Единственная башня строения возвышается над главным входом с закрытыми воротами в виде трех полукруглых арок, на которых можно увидеть круглое окно, а также одну из черт романской архитектуры - двойные окна. Вершина храма имеет форму пирамиды, но четыре стороны ее были срезаны в плоскости стен башни, а на образованных фронтонных поверхностях размещены башенные часы, окруженные гипсовым каркасом. Обшивка двух створок въездных ворот выполнена из массивных досок с декоративной металлической фурнитурой.
План самого здания представляет собой латинский крест, святилище и неф закрыты полукруглой аркой, а сзади находится баптистерий с круглым планом этажа. В простой сводчатой башенной части нефа находится галерея. Все святилище, этажи каждой из боковых часовен, были приподняты на одну ступень по отношению к этажам главного нефа. Стены отличаются богатой фресковой отделкой, надписи на витражах также увековечивают имена жертвователей. Окна нефа и часовни изображают святых, а в святилище - символы семи таинств. Главный алтарь, кафедра и крестовый фонтан также сделаны из мрамора, но если первый серый и желтовато-белый, то последний красный. Внутренние слесарные работы были выполнены Дьюла Дьёрфи, особенно люстра, свисающая с вершины главного нефа. Орган церкви, являющийся уменьшенной копией Сегедского собора, работает с 1932 года.

## Памятники и мемориальные доски
Несколько мемориальных досок имеется на стене церкви и несколько памятников сооружённых вокруг неё обращают внимание на героизм бывших солдат.
Первая мемориальная доска была открыта 25 августа 1929 года в память о погибших героях Имперского и Королевского 24-го лагерного охотничьего батальона.
В мае 2000 года перед входом был установлен мраморный обелиск высотой четыре с половиной метра.
В 2001 году на внутренней стене были установлены мемориальные доски с именами более 1100 погибших солдат, рабочих и гражданских лиц.
В 2015 году к церкви пристроили ещё один памятник - памятник воинам Великой Отечественной войны. Открытый в роще Йокаи в 1993 году он был перенесен к Церкви Героев.